# 帕拉謝峰

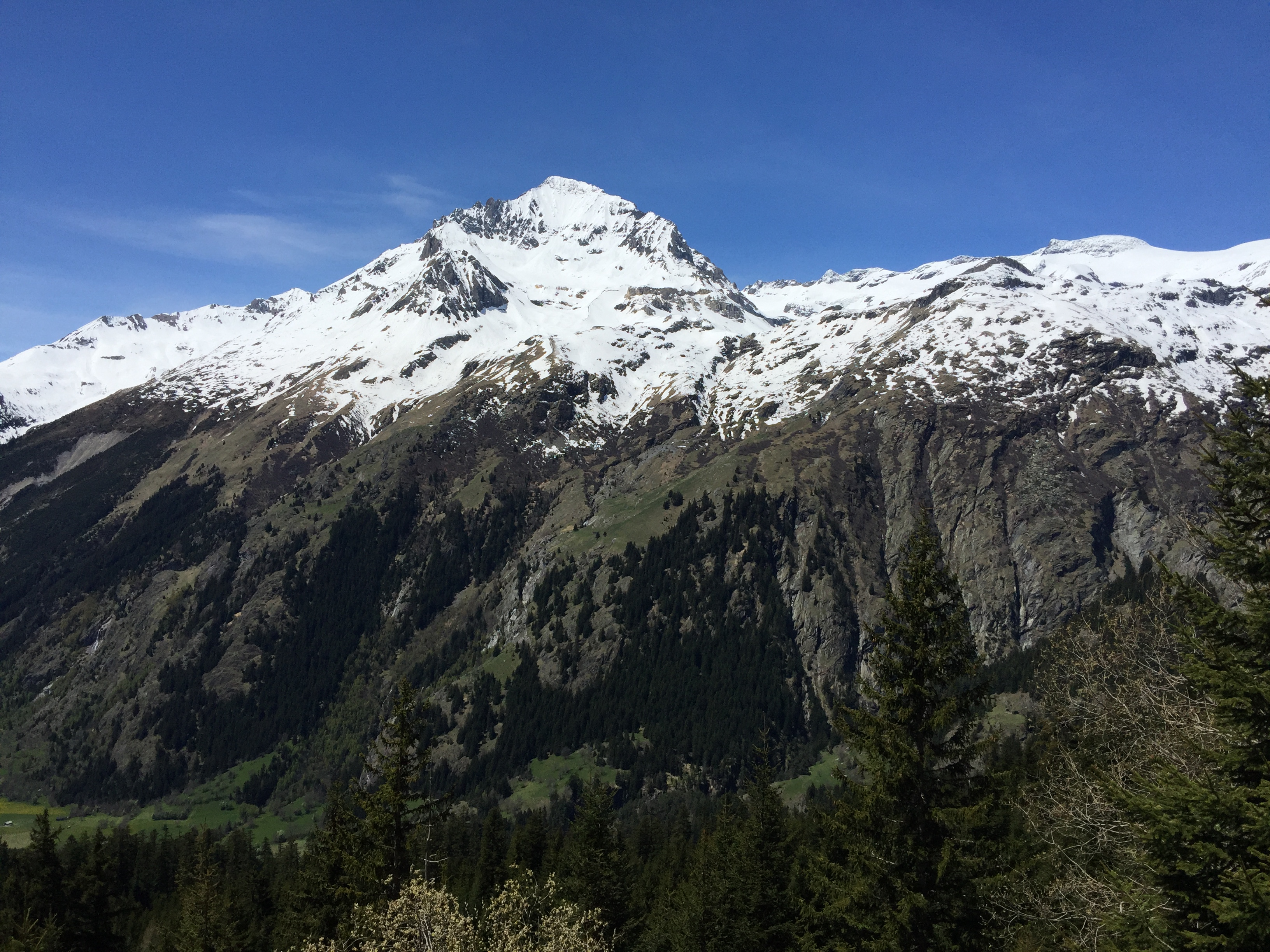

45°17′31″N 06°45′22″E / 45.29194°N 6.75611°E
帕拉謝峰（法語：Dent Parrachée），是法國的山峰，位於該國東南部，由奧文尼-隆-阿爾卑斯大區負責管轄，屬於瓦努瓦斯山的一部分，海拔高度約3,697米，人類在1862年首次登頂。